# Sangria
Sangria (fra spansk sangre, som betyder blod) er en type alkoholholdig drik fra Spanien og Portugal. 
Sangria er en blanding af vin, sædvanligvis rødvin, frugt og gerne et sødemiddel. Andre ingredienser kan også høre med. Det findes dog mange forskellige varianter og opskrifter. Sangria bliver ofte serveret om sommeren som en kold drik.